# UDig
uDig (User-friendly Desktop Internet GIS) ist ein  freies GIS, hergestellt von der kanadischen Firma Refractions Research. Es basiert auf der Eclipse-RCP-Plattform und steht unter GNU Lesser General Public License (LGPL).
Es basiert auf der Bibliothek GeoTools und unterstützt verschiedene Standards des Open Geospatial Consortium (OGC) zum Einbinden von Datenquellen wie z. B. WMS, WFS, GML sowie weitere Formate wie Shapefile oder die Anbindung an PostGis-Datenbanken. Für die Darstellung vektorbasierter Merkmale wird der Standard Styled Layer Descriptor (SLD) unterstützt.
Schwerpunkt der Anwendung ist die Visualisierung von Daten unterschiedlicher Quellen sowie das Arbeiten mit den dargestellten Objekten. Derzeit noch weniger unterstützt sind Funktionen, wie z. B. das Verschneiden oder Verschmelzen von Objekten sowie die Generierung von Pufferzonen.
Auch wenn Rasterdaten wie z. B. WMS oder GeoTIFF von uDig unterstützt werden, so liegt die primäre Fokussierung auf vektorbasierten Datenquellen. Die Verschmelzung beider Welten findet derzeit durch JGRASS, dem javabasierten Ableger von GRASS statt, da dieser auf die Eclipse-Plattform umgestellt wurde und nun als Plug-in für uDig zur Verfügung steht.